# Владиславув (гміна Полічна)
Владиславув (пол. Władysławów) — село в Польщі, у гміні Полічна Зволенського повіту Мазовецького воєводства.
Населення — 259 осіб (2011).
У 1975-1998 роках село належало до Радомського воєводства.

## Демографія
Демографічна структура станом на 31 березня 2011 року:
|          | Загалом | Допрацездатний вік | Працездатний вік | Постпрацездатний вік |
| -------- | ------- | ------------------ | ---------------- | -------------------- |
| Чоловіки | 125     | 29                 | 77               | 19                   |
| Жінки    | 134     | 35                 | 69               | 30                   |
| Разом    | 259     | 64                 | 146              | 49                   |